# Escoles Municipals (Canet de Mar)
Les Escoles Municipals és una escola pública de Canet de Mar (Maresme). L'edifici és una obra modernista protegida com a Bé Cultural d'Interès Local.

## Edifici
Es tracta d'un edifici de planta baixa i dos pisos. La part central de l'edifici fa d'eix de simetria: amb la porta principal d'accés al centre, al primer pis hi ha un gran finestral, al segon pis tres finestres i el coronament de forma mixtilína El totxo a sardinell està present tant a les obertures com a la línia de forjat i a la coronació de l'edifici.